# Wasserpfeffer-Tännel
Der Wasserpfeffer-Tännel (Elatine hydropiper) ist eine Pflanzenart aus der Gattung Tännel (Elatine) innerhalb der Familie der Tännelgewächse (Elatinaceae).

## Beschreibung

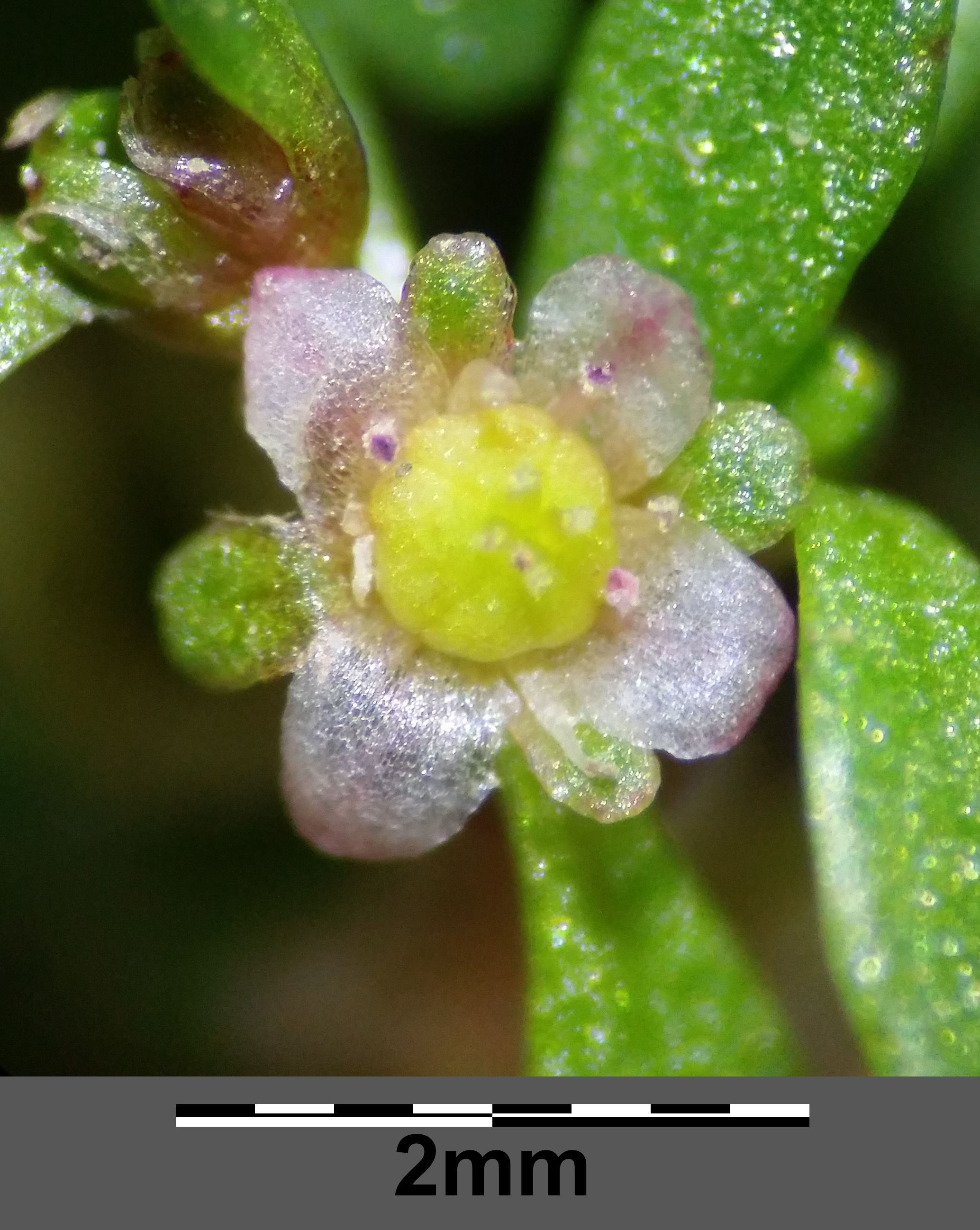
Blüte

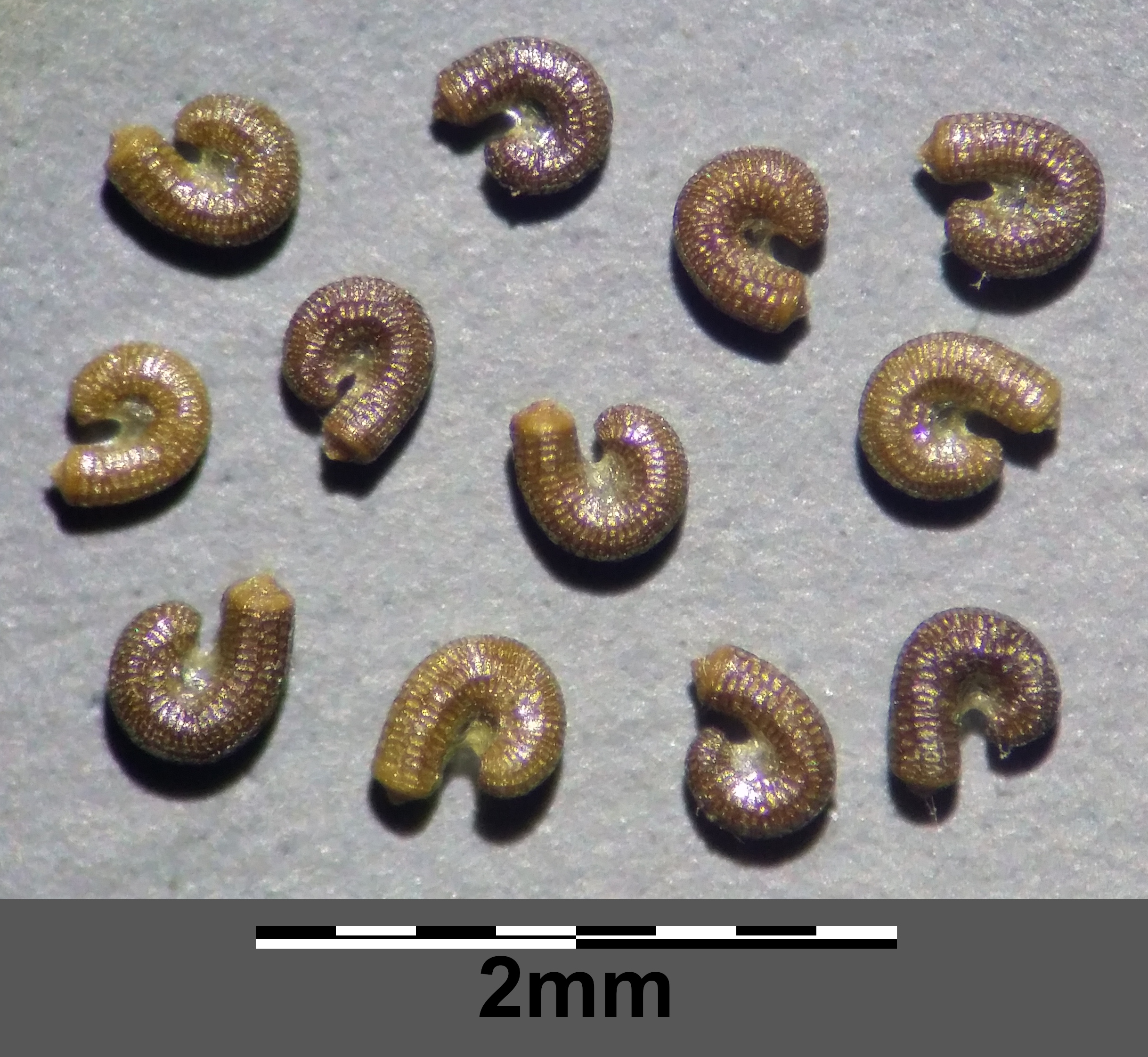
Samen von Elatine hydropiper

### Vegetative Merkmale
Der Wasserpfeffer-Tännel ist eine einjährige krautige Pflanze. Diese kriechende Pflanze ist verzweigt. Die aufrechten oder aufsteigenden, niederliegenden Stängel sind 2 bis 15 Zentimeter lang. Sie wurzeln an den Knoten (Internodien).
Die gegenständig am Stängel angeordneten Laubblätter sind in Blattstiel und -spreite gegliedert. Ihre Stiele sind meist länger als die Blattspreiten, nur an den Zweigenden und bei Landformen sind sie kürzer als die Spreiten. Die Gesamtlänge der Blätter ist 1,5 bis 20 Millimeter, die Breite 0,5 bis 2,5, selten bis zu 4 Millimeter. Die Blattspreite ist bei einer Länge von höchstens 5 Millimetern oval oder spatelförmig oder länglich-elliptisch. Die Nebenblätter sind zart, glashell und gezähnt.

### Generative Merkmale
Die Blütezeit reicht von Juni bis September. Die Blüten sind in den Blattwinkeln mehr oder weniger sitzend oder ganz kurz gestielt.
Die zwittrige Blüte ist vierzählig mit doppelter Blütenhülle. Die vier Kelchblätter sind nur an ihrer Basis verwachsen. Die vier Kronblätter sind rötlich oder weiß und bei einer Länge von etwa 0,5 Millimetern nicht länger als die Kelchblätter. Es sind zwei Staubblattkreise mit je vier Staubblättern vorhanden. Es sind vier Griffel vorhanden.
Die Frucht ist kugelig und abgeplattet; sie springt mit vier Fruchtklappen auf. Die Samen sind stark gekrümmt und ungleichschenklig hufeisenförmig, nur bei dieser Elatine-Art sind sie hakenförmig gebogen.
Die Chromosomengrundzahl beträgt x = 9; es liegt Tetraploidie mit einer Chromosomenzahl von 2n = 36 oder etwa 40 vor.

## Ökologie
Beim Wasserpfeffer-Tännel handelt es sich um einen helomorphen Therophyten. Der Wasserpfeffer-Tännel wächst als sehr kleine, schlaffe Schlammpflanze, meist an Ufern im Sommer 10 bis 30 Zentimeter unter Wasser, wo er regelmäßig und reichlich blüht und fruchtet, aber ohne die kugeligen Blüten zu öffnen. Im tieferen Wasser mit 40 oder mehr Zentimetern Tiefe wächst er nur kümmerlich und blüht wenig.

## Vorkommen
Der Wasserpfeffer-Tännel kommt von Europa bis Sibirien vor. Fundortangaben für Europa sind: Deutschland, Österreich, Liechtenstein, die Schweiz, Italien, Mallorca, Menorca, Spanien, Portugal, Andorra, Frankreich, Monaco, Luxemburg, Belgien, die Niederlande, Vereinigtes Königreich, Irland, Dänemark, Schweden, Norwegen, Finnland, Estland, Lettland, Litauen, Kaliningrad, Polen, Belarus, Russland, Georgien, Abchasien, Adscharien, Ungarn, Tschechien, Slowakei, Slowenien, Kroatien, Serbien, Kosovo, Montenegro, Bulgarien, Rumänien, Moldawien, die Ukraine und die Krim. Der Wasserpfeffer-Tännel fehlt in Europa nur in Island, Bosnien und Herzegowina, Montenegro, Albanien, Nordmazedonien, Griechenland sowie in der Türkei.
Er gedeiht in Mitteleuropa in Zwergbinsen-Rasen offener Schlammufer auf nährstoffreichen, humosen, vorzugsweise sandigen Schlickböden in Pflanzengesellschaften der Ordnung Limoselletalia oder Cyperetalia.
Die ökologischen Zeigerwerte nach Landolt et al. 2010 sind in der Schweiz: Feuchtezahl F = 4+w+ (nass aber stark wechselnd), Lichtzahl L = 4 (hell), Reaktionszahl R = 3 (schwach sauer bis neutral), Temperaturzahl T = 4 (kollin), Nährstoffzahl N = 4 (nährstoffreich), Kontinentalitätszahl K = 2 (subozeanisch).
In der Roten Liste der gefährdeten Pflanzenarten Deutschlands nach Metzing et al. 2018 ist Elatine hydropiper in Gefährdungskategorie 3 = „gefährdet“. Dies ist seit der Roten Liste 1998 unverändert.

## Verwandte Arten
Nahe verwandt ist der Geradsamige Tännel (Elatine orthosperma Düben, Syn.: Elatine hydropiper subsp. orthosperma (Düben) Fr.). Seine Samen sind nicht hakig gekrümmt, sondern gerade oder nur schwach gekrümmt. In Europa hat er Vorkommen in Deutschland, Tschechien, in der Slowakei, Norwegen, Schweden, Finnland und Russland. In Deutschland kommt er nur in Schleswig-Holstein vor.

## Taxonomie
Die Erstveröffentlichung von Elatine hydropiper erfolgte 1753 durch Carl von Linné in Species Plantarum, ..., Band I, S. 367. Das Artepitheton hydropiper bedeutet „Wasserpfeffer“. Synonyme für Elatine hydropiper L. sind: Elatine major A.Braun, Elatine oederi Moesz, Elatine gyrosperma (Fr.) Meinsh., Elatine hydropiper subsp. gyrosperma Fr.